# Platyrhinoidis triseriata
Genre
Espèce
Statut de conservation UICN

 LC : Préoccupation mineure
Platyrhinoidis triseriata est une espèce de raies, la seule connue du genre Platyrhinoidis (monotypique).